# Traulia stigmatica
Traulia stigmatica är en insektsart som beskrevs av Bolívar, I. 1898. Traulia stigmatica ingår i släktet Traulia och familjen gräshoppor. Inga underarter finns listade i Catalogue of Life.